# کاتکول‌بوران
کاتکول‌بوران (به انگلیسی: Catecholborane) با فرمول شیمیایی C6H5BO2 یک ترکیب شیمیایی است. که جرم مولی آن ۱۱۹٫۹۲ گرم بر مول می‌باشد. شکل ظاهری این ترکیب، مایع بی‌رنگ است.